# Kubači
Kubači (in russo Кубачи?; in lingua dargwa: ГӏярбукI, Угъубаже) è un insediamento di tipo urbano della Russia situato nel Daghestan. Fa parte del distretto Dachadaevskij.
L'insediamento è situato 16 km a sud-ovest dal centro distrettuale di Urkarach.